# Hey Jude (album Wilson Pickett)
Hey Jude è un album di Wilson Pickett, pubblicato dalla Atlantic Records nel febbraio del 1969. Il disco fu registrato al Fame Studios di Muscle Shoals, Alabama (Stati Uniti)
Le date di registrazioni riportate sono incerte, secondo la fonte di riferimento, si tratterebbe di tre sessions distinte, due effettuate negli studi di Muscle Shoals in Alabama e una svoltasi a Memphis, Tennessee, tuttavia, le note di retrocopertina dell'album originale riportano che la registrazione fu svolta al Fame Studios di Muscle Shoals, anche la formazione dei musicisti partecipanti non sono totalmente coincidenti tra le due fonti.

## Tracce[3][2]
Lato A
1. Save Me – 2:35 (George Jackson, Dan Greer) – Registrato al Fame Studios di Muscle Shoals, Alabama, 3 dicembre 1968 (data non certa)
2. Hey Jude – 4:00 (Lennon-McCartney) – Registrato al Fame Studios di Muscle shoals, Alabama, 27 novembre 1968 (data non certa)
3. Back in Your Arms – 2:53 (George Jackson, Raymond Moore, Roland Chambers, Melvin Leakes) – Registrato al Fame Studios di Muscle Shoals, Alabama, 3 dicembre 1968 (data non certa)
4. Toe Hold – 2:46 (Isaac Hayes, David Porter) – Registrato al Fame Studios di Muscle Shoals, Alabama, 3 dicembre 1968 (data non certa)
5. Night Owl – 2:20 (Don Covay) – Registrato a Memphis, Tennessee, 19 settembre 1968 (data non certa)
6. My Own Style of Loving – 2:38 (George Jackson, Raymond Moore, Melvin Leakes) – Registrato al Fame Studios di Muscle Shoals, Alabama, 3 dicembre 1968 (data non certa)

Durata totale: 17:12
Lato B
1. A Man and a Half – 2:48 (George Jackson, Raymond Moore, Roland Chambers, Melvin Leakes) – Registrato a Memphis, Tennessee, 19 settembre 1968 (data non certa)
2. Sit Down and Talk This Over – 2:19 (Bobby Womack, Wilson Pickett) – Registrato a Memphis, Tennessee, 19 settembre 1968 (data non certa)
3. Search Your Heart – 2:40 (Raymond Moore, George Jackson) – Registrato al Fame Studios di Muscle shoals, Alabama, 27 novembre 1968 (data non certa)
4. Born to Be Wild – 2:44 (Mars Bonfire) – Registrato al Fame Studios di Muscle Shoals, Alabama, 3 dicembre 1968 (data non certa)
5. People Make the World – 2:45 (Bobby Womack) – Registrato a Memphis, Tennessee, 19 settembre 1968 (data non certa)

Durata totale: 13:16

## Formazione
- Wilson Pickett - voce
- Barry Beckett - tastiera, pianoforte
- Marvell Thomas - organo
- Duane Allman - chitarra (brani: Save Me. Hey Jude, Toe Hold, My Own Style of Loving e Born to Be Wild)
- James Johnson - chitarra
- Albert Lowe - chitarra
- Jerry Jemmott - basso
- David Hood - basso
- Roger Hawkins - batteria
- Gene Miller - tromba
- Jack Peck - tromba
- Aaron Varnell - sassofono tenore
- Joe Arnold - sassofono tenore
- James Mitchell - sassofono baritono
- The Sweet Inspirations - cori